# Calling Out Loud
Calling Out Loud è un album discografico in studio di Nat Adderley, pubblicato dalla A&M/CTI Records nel 1969.
Il disco fu pubblicato anche con il titolo di Comin' Out of the Shadows (A&M Records, AMLB 51203).

## Tracce
Lato A
1. Biafra – 6:30 (Nat Adderley) – Registrato il 21 novembre 1968
2. Haifa – 4:50 (Nat Adderley) – Registrato il 4 dicembre 1968
3. St. M – 3:30 (William S. Fischer) – Registrato il 4 dicembre 1968
4. Grey Moss – 5:00 (Joe Zawinul) – Registrato il 4 dicembre 1968

Durata totale: 19:50
Lato B
1. Nobody Knows – 6:00 (William S. Fischer) – Registrato il 21 novembre 1968
2. Comin' Out the Shadows – 5:15 (Nat Adderley) – Registrato il 4 dicembre 1968
3. Ivan's Holiday – 3:07 (Joe Zawinul) – Registrato il 19 novembre 1968
4. Calling Out Loud – 3:00 (Nat Adderley, William S. Fischer) – Registrato il 19 novembre 1968

Durata totale: 17:22

## Musicisti
- Nat Adderley - cornetta
- Ron Carter - contrabbasso
- Leo Morris - batteria
- Joe Zawinul - pianoforte elettrico
- Paul Ingraham - corno francese
- Hubert Laws - flauto, piccolo
- Don MacCourt - bassoon
- George Marge - clarinetto, corno inglese
- Romeo Penque - clarinetto basso
- Danny Bank - sassofono (solo nel brano: Biafra)
- Jerry Dodgion - sassofono (solo nel brano: Biafra)
- Richard Henderson - sassofono (solo nel brano: Biafra)
- George Marge - sassofono (solo nel brano: Biafra)
- Seldon Powell - sassofono
- Jerome Richardson - sassofono
- Bill Fischer - arrangiamenti, conduttore musicale